# خندک
خندک (به ترکی آذربایجانی: Xəndək) یک منطقهٔ مسکونی در جمهوری آذربایجان است که در شهرستان سیاه‌زن واقع شده‌است.